# George Wein
George Wein (3. října 1925 Boston, Massachusetts, USA – 13. září 2021 Manhattan) byl americký koncertní promotér a jazzový hudebník. Již od dětství hrál na klavír a během studií na Bostonské univerzitě vedl vlastní jazzovou kapelu. V roce 1954 spolu s Elaine Lorillard založil Newportský jazzový festival. Roku 1959 pak stál u zrodu Newportského folkového festivalu, který spolu s ním založili Theodore Bikel, Oscar Brand, Pete Seeger a Albert Grossman. během své kariéry vydal několik alb jako leader a spolupracoval s dalšími hudebníky, mezi které patří Sidney Bechet, Ruby Braff nebo Pee Wee Russell. V roce 2005 získal ocenění NEA Jazz Masters za přínos jazzové hudbě.